# Chitrellinae
Pseudoblothrus es una subfamilia de pseudoscorpiones de la familia Syarinidae.  

## Géneros
Según Pseudoscorpions of the World 1.2:
- - Aglaochitra Chamberlin, 1952
  - Chitrella Beier, 1932
  - Chitrellina Muchmore, 1996
  - Hadoblothrus Beier, 1952
  - Microcreagrella Beier, 1961
  - Microcreagrina Beier, 1961
  - Pararoncus Chamberlin, 1938
  - Pseudoblothrus Beier, 1931